# Rally Dakar 2017
Il Rally Dakar 2017 è stata la 38ª edizione del Rally Dakar, con partenza ad Asunción, in Paraguay, e arrivo a Buenos Aires, in Argentina, attraversando anche la Bolivia; è stata la 9ª edizione consecutiva disputata in Sudamerica.

## Iscritti

### Moto
| Scuderia                            | Moto                  | #  | Pilota                |
| ----------------------------------- | --------------------- | -- | --------------------- |
| Red Bull KTM Factory Team           | KTM 450 Rally Replica | 1  | Toby Price            |
| Red Bull KTM Factory Team           | KTM 450 Rally Replica | 14 | Sam Sunderland        |
| Red Bull KTM Factory Team           | KTM 450 Rally Replica | 16 | Matthias Walkner      |
| KTM Racing Team                     | KTM 450 Rally Replica | 19 | Laia Sanz             |
| Slovnaft Rally Team                 | KTM 450 Rally Replica | 2  | Štefan Svitko         |
| Yamalube Yamaha Official Rally Team | Yamaha WR450F         | 5  | Hélder Rodrigues      |
| Yamalube Yamaha Official Rally Team | Yamaha WR450F         | 6  | Adrien Van Beveren    |
| Yamalube Yamaha Official Rally Team | Yamaha WR450F         | 18 | Alessandro Botturi    |
| Yamalube Yamaha Official Rally Team | Yamaha WR450F         | 43 | Rodney Faggotter      |
| Himoinsa Dakar Team                 | KTM 450 Rally Replica | 8  | Gerard Farres Guell   |
| Himoinsa Dakar Team                 | KTM 450 Rally Replica | 25 | Iván Cervantes        |
| Monster Energy Honda Team           | Honda CRF450 Rally    | 9  | Ricky Brabec          |
| Monster Energy Honda Team           | Honda CRF450 Rally    | 11 | Joan Barreda          |
| Monster Energy Honda Team           | Honda CRF450 Rally    | 15 | Michael Metge         |
| Monster Energy Honda Team           | Honda CRF450 Rally    | 17 | Paulo Gonçalves       |
| Duust Rally Team                    | KTM 450 Rally Replica | 10 | Armand Monleon        |
| Jakeš Dakar Team                    | KTM 450 Rally Replica | 20 | Ivan Jakeš            |
| Viltais Racing Team HPF             | Yamaha WR450F         | 23 | Xavier De Soultrait   |
| Pedrega Team                        | Honda CRF450 Rally    | 41 | Marc Sola Tarradellas |

### Quad
| Scuderia              | Moto              | #   | Pilota           |
| --------------------- | ----------------- | --- | ---------------- |
| Sonik Team            | Yamaha Raptor 700 | 250 | Rafał Sonik      |
| Casale Racing         | Yamaha Raptor 700 | 251 | Ignacio Casale   |
| Barth Racing Team     | Yamaha Raptor 700 | 252 | Jozef Macháček   |
| Fores Dakar Team      | Yamaha Raptor 700 | 254 | Sergej Karjakin  |
| Mec Team Nosiglia     | Honda TRX700XX    | 256 | Walter Nosiglia  |
| Mec Team              | Honda TRX700XX    | 258 | Iván Cervantes   |
| DKR Team              | Yamaha Raptor 700 | 257 | Nelson Sanabria  |
| quadssvmag.com Maxxis | Yamaha YFM700R    | 259 | Camelia Liparoti |
| Team All Tracks       | Yamaha Raptor 700 | 260 | Sebastian Souday |

### Auto
| Scuderia                           | Auto                         | #   | Pilota               | Copilota              |
| ---------------------------------- | ---------------------------- | --- | -------------------- | --------------------- |
| Team Peugeot Total                 | Peugeot 3008 DKR             | 300 | Stéphane Peterhansel | Jean-Paul Cottret     |
| Team Peugeot Total                 | Peugeot 3008 DKR             | 304 | Carlos Sainz         | Lucas Cruz            |
| Team Peugeot Total                 | Peugeot 3008 DKR             | 307 | Cyril Despres        | David Castera         |
| Team Peugeot Total                 | Peugeot 3008 DKR             | 309 | Sébastien Loeb       | Daniel Elena          |
| Toyota Gazoo Racing South Africa   | Toyota Hilux                 | 301 | Nasser Al-Attiyah    | Matthieu Baumel       |
| Toyota Gazoo Racing South Africa   | Toyota Hilux                 | 302 | Giniel de Villiers   | Dirk von Zitzewitz    |
| X-raid Mini John Cooper Works Team | Mini John Cooper Works Rally | 303 | Mikko Hirvonen       | Michel Périn          |
| X-raid Mini John Cooper Works Team | Mini John Cooper Works Rally | 306 | Yazeed Al-Rajhi      | Timo Gottschalk       |
| X-raid Mini John Cooper Works Team | Mini John Cooper Works Rally | 308 | Orlando Terranova    | Bernardo Graue        |
| X-raid Mini John Cooper Works Team | Mini ALL4 Racing             | 339 | Sylvio Barros        | Rafael Capoani        |
| X-raid Team                        | Mini ALL4 Racing             | 314 | Boris Garafulic      | Filipe Palmeiro       |
| X-raid Team                        | Mini ALL4 Racing             | 322 | Mohammed Abu-Issa    | Xavier Panseri        |
| X-raid Team                        | Mini ALL4 Racing             | 325 | Stephan Schott       | Paulo Fiuza           |
| Overdrive Toyota                   | Toyota Hilux                 | 305 | Nani Roma            | Alex Haro             |
| Overdrive Toyota                   | Toyota Hilux                 | 317 | Ronan Chabot         | Gilles Pillot         |
| Overdrive Toyota                   | Toyota Hilux                 | 320 | Conrad Rautenbach    | Robert Howie          |
| Vanloon Racing                     | Toyota Hilux                 | 310 | Erik van Loon        | Wouter Rosegaar       |
| DMAS South Racing                  | Ford Ranger                  | 311 | Xavier Pons          | Ricardo Torlaschi     |
| South Racing                       | Ford Ranger                  | 324 | Marco Bulacia        | Claudio Bustos        |
| Orlen Team                         | Mini ALL4 Racing             | 316 | Jakub Przygonski     | Tom Colsoul           |
| RD Limited                         | Peugeot 3008 DKR             | 318 | Romain Dumas         | Alain Guehennec       |
| PH-Sport                           | Peugeot 2008 DKR             | 319 | Khalid Al-Qassimi    | Pascal Maimon         |
| MP-Sports                          | Ford F-150 Evo               | 307 | Martin Prokop        | Ilka Minor-Petrasko   |
| General Financing Team Pitlane     | Toyota Hilux                 | 326 | Benediktas Vanagas   | Sebastian Rozwadowski |
| Toyota Auto Body                   | Toyota VDJ200                | 327 | Christian Lavieille  | Jean-Pierre Garcin    |
| Craft Bearings                     | Toyota Hilux                 | 328 | Antanas Juknevičius  | Darius Vaiciulis      |

### Camion
| Scuderia                        | Auto            | #   | Pilota               | Copilota             | Meccanico            |
| ------------------------------- | --------------- | --- | -------------------- | -------------------- | -------------------- |
| Petronas Team de Rooy Iveco     | Iveco Powerstar | 500 | Gérard de Rooy       | Moisés Torrallardona | Darek Rodewald       |
| Petronas Team de Rooy Iveco     | Iveco Trakker   | 507 | Ton van Genugten     | Anton van Limpt      | Bernard der Kinderen |
| Petronas Team de Rooy Iveco     | Iveco Trakker   | 525 | Wulfert van Ginkel   | Erik Kofman          | Bert van Donkelaar   |
| Infinia Diesel Team de Rooy DPF | Iveco Powerstar | 502 | Federico Villagra    | Adrian Yacopini      | Ricardo Torlaschi    |
| KAMAZ - master                  | Kamaz 4326      | 501 | Ayrat Mardeev        | Aydar Belyaev        | Dmitrij Svistunov    |
| KAMAZ - master                  | Kamaz 4326      | 505 | Ėduard Nikolaev      | Evgenij Yakovlev     | Vladimir Rybakov     |
| KAMAZ - master                  | Kamaz 4326      | 513 | Dmitrij Sotnikov     | Ruslan Akhamadeev    | Igor' Leonov         |
| KAMAZ - master                  | Kamaz 4326      | 515 | Anton Šibalov        | Robert Amatyč        | Ivan Romanov         |
| Tatra Buggyra Instaforex        | Tatra Phoenix   | 503 | Aleš Loprais         | Jiří Stross          | Jan Tománek          |
| Tatra Buggyra Racing            | Tatra Phoenix   | 508 | Martin Kolomý        | David Kilián         | René Kilián          |
| Eurol/VEKA MAN Rally Team       | MAN TGA         | 504 | Hans Stacey          | Jan van der Vaet     | Hugo Kuppen          |
| Eurol/VEKA MAN Rally Team       | MAN H51         | 509 | Peter Versluis       | Artur Klein          | Marcel Pronk         |
| Mammoet-Riwald Rallysport       | Renault CBH385  | 506 | Martin van den Brink | Daniel Kozlowsky     | Marcel Blankestijn   |
| Mammoet-Riwald Rallysport       | Renault K520    | 510 | Pascal de Baar       | Martin Roesink       | Wouter de Graaff     |
| Mammoet-Riwald Rallysport       | Renault K520    | 524 | Gert Huzink          | Rob Buursen          | Rijk Mouw            |

## Tappe
Distanze secondo il sito ufficiale
| Tappa | Data       | Partenza              | Arrivo                | Moto             | Moto             | Moto                                  | Quad                                  | Auto             | Auto             | Auto                   | Camion           | Camion           | Camion               |
| Tappa | Data       | Partenza              | Arrivo                | Rd               | SS               | Vincitore                             | Vincitore                             | Rd               | SS               | Vincitore              | Rd               | SS               | Vincitore            |
| ----- | ---------- | --------------------- | --------------------- | ---------------- | ---------------- | ------------------------------------- | ------------------------------------- | ---------------- | ---------------- | ---------------------- | ---------------- | ---------------- | -------------------- |
| 1     | 2 gennaio  | Asunción              | Resistencia           | 454              | 39               | J. Pedrero Sherco TVS                 | M. Medeiros Yamaha                    | 454              | 39               | N. Al-Attiyah Toyota   | 454              | 39               | M. Kolomý Tatra      |
| 2     | 3 gennaio  | Resistencia           | San Miguel de Tucumán | 803              | 275              | T. Price KTM                          | P. Copetti Yamaha                     | 803              | 275              | S. Loeb Peugeot        | 812              | 284              | Martin van den Brink |
| 3     | 4 gennaio  | San Miguel de Tucumán | San Salvador de Jujuy | 780              | 364              | J. Barreda Honda                      | W. Nosiglia Honda                     | 780              | 364              | S. Peterhansel Peugeot | 757              | 199              | E. Nikolaev Kamaz    |
| 4     | 5 gennaio  | San Salvador de Jujuy | Tupiza                | 521              | 416              | M. Walkner KTM                        | W. Nosiglia Honda                     | 521              | 416              | C. Despres Peugeot     | 521              | 416              | G. de Rooy Iveco     |
| 5     | 6 gennaio  | Tupiza                | Oruro                 | 692              | 447 219          | S. Sunderland KTM                     | K. Koolen Barren                      | 692              | 447 219          | S. Loeb Peugeot        | 683              | 447 219          | G. de Rooy Iveco     |
| 6     | 7 gennaio  | Oruro                 | La Paz                | 786              | 527              | Tappa cancellata a causa del maltempo | Tappa cancellata a causa del maltempo | 786              | 527              | Tappa cancellata       | 772              | 513              | Tappa cancellata     |
|       | 8 gennaio  | La Paz                | La Paz                | Giorno di riposo | Giorno di riposo | Giorno di riposo                      | Giorno di riposo                      | Giorno di riposo | Giorno di riposo | Giorno di riposo       | Giorno di riposo | Giorno di riposo | Giorno di riposo     |
| 7M    | 9 gennaio  | La Paz                | Uyuni                 | 622 801          | 322 161          | R. Brabec Honda                       | S. Karyakin Yamaha                    | 622 801          | 322 161          | S. Loeb Peugeot        | 622 801          | 322 161          | D. Sotnikov Kamaz    |
| 8     | 10 gennaio | Uyuni                 | Salta                 | 892              | 492 419          | J. Barreda Honda                      | I. Casale Yamaha                      | 892              | 492 419          | S. Loeb Peugeot        | 892              | 429 174          | Martin van den Brink |
| 9     | 11 gennaio | Salta                 | Chilecito             | 977              | 406              | Tappa cancellata a causa del maltempo | Tappa cancellata a causa del maltempo | 977              | 406              | Tappa cancellata       | 977              | 406              | Tappa cancellata     |
| 10    | 12 gennaio | Chilecito             | San Juan              | 751              | 449              | J. Barreda Honda                      | S. Karyakin Yamaha                    | 751              | 449              | S. Peterhansel Peugeot | 751              | 449              | E. Nikolaev Kamaz    |
| 11    | 13 gennaio | San Juan              | Río Cuarto            | 754              | 288              | J. Barreda Honda                      | S. Karyakin Yamaha                    | 759              | 292              | S. Loeb Peugeot        | 754              | 288              | E. Nikolaev Kamaz    |
| 12    | 14 gennaio | Río Cuarto            | Buenos Aires          | 786              | 64               | A. Van Beveren Yamaha                 | I. Casale Yamaha                      | 786              | 64               | S. Loeb Peugeot        | 786              | 64               | E. Nikolaev Kamaz    |

Note
- Tappa 5 dimezzata a causa del mal tempo.
- Tappa 6 cancellata a causa del mal tempo.
- Tappa 7 modificata a causa del maltempo. Il nuovo percorso è la combinazione di parte della tappa 6 e della tappa 7 .
- M: Tappa Marathon (senza parco assistenza alla fine della tappa).
- Tappa 8 accorciata a causa del maltempo (e secondo settore cronometrato annullato per i camion).
- Tappa 9 annullata a causa di una frana

## Classifiche finali

### Moto
| Pos | #  | Pilota             | Moto       | Scuderia                            | Tempo    | Gap        |
| --- | -- | ------------------ | ---------- | ----------------------------------- | -------- | ---------- |
| 1   | 14 | Sam Sunderland     | KTM        | Red Bull KTM Factory Team           | 32:06:22 |            |
| 2   | 16 | Matthias Walkner   | KTM        | Red Bull KTM Factory Team           | 32:38:22 | + 00:32:00 |
| 3   | 8  | Gerard Farrés      | KTM        | Himoinsa Dakar Team                 | 32:42:02 | + 00:35:40 |
| 4   | 6  | Adrien Van Beveren | Yamaha     | Yamalube Yamaha Official Rally Team | 32:42:50 | + 00:36:28 |
| 5   | 11 | Joan Barreda       | Honda      | Monster Energy Honda Team           | 32:49:30 | + 00:43:08 |
| 6   | 17 | Paulo Gonçalves    | Honda      | Monster Energy Honda Team           | 32:58:51 | + 00:52:29 |
| 7   | 5  | Hélder Rodrigues   | Yamaha     | Yamalube Yamaha Official Rally Team | 34:09:28 | + 02:03:06 |
| 8   | 31 | Juan Pedrero       | Sherco TVS |                                     | 34:39:08 | + 02:32:46 |
| 9   | 67 | Michael Metge      | Honda      |                                     | 34:44:54 | + 02:38:32 |
| 10  | 27 | Laia Sanz          | KTM        |                                     | 33:55:04 | + 02:20:53 |

### Quads
| Pos | #   | Pilota             | Quad   | Tempo    | Gap        |
| --- | --- | ------------------ | ------ | -------- | ---------- |
| 1   | 254 | Sergej Karjakin    | Yamaha | 39:18:52 |            |
| 2   | 251 | Ignacio Casale     | Yamaha | 40:33:43 | + 01:14:51 |
| 3   | 263 | Pablo Copetti      | Yamaha | 43:39:11 | + 04:20:19 |
| 4   | 250 | Rafał Sonik        | Yamaha | 44:52:21 | + 05:33:29 |
| 5   | 279 | Axel Dutrie        | Yamaha | 45:04:16 | + 05:45:24 |
| 6   | 262 | Bruno Da Costa     | Yamaha | 45:16:10 | + 05:57:18 |
| 7   | 261 | Santiago Hansen    | Honda  | 45:16:11 | + 05:57:19 |
| 8   | 257 | Nelson Sanabria    | Yamaha | 45:30:38 | + 06:11:46 |
| 9   | 258 | Daniel Domaszewski | Honda  | 44:58:37 | + 06:39:45 |
| 10  | 284 | Alexandre Giroud   | Yamaha | 49:04:00 | + 09:45:08 |

### Auto
| Pos | #   | Pilota               | Copilota           | Auto    | Squadra                          | Tempo    | Gap        |
| --- | --- | -------------------- | ------------------ | ------- | -------------------------------- | -------- | ---------- |
| 1   | 300 | Stéphane Peterhansel | Jean-Paul Cottret  | Peugeot | Team Peugeot Total               | 28:49:30 |            |
| 2   | 309 | Sébastien Loeb       | Daniel Elena       | Peugeot | Team Peugeot Total               | 28:54:43 | + 00:05:13 |
| 3   | 307 | Cyril Despres        | David Castera      | Peugeot | Team Peugeot Total               | 29:22:58 | + 00:33:28 |
| 4   | 305 | Nani Roma            | Àlex Haro          | Toyota  | Overdrive Toyota                 | 30:06:13 | + 01:16:43 |
| 5   | 302 | Giniel de Villiers   | Dirk von Zitzewitz | Toyota  | Toyota Gazoo Racing South Africa | 30:39:18 | + 01:49:48 |
| 6   | 308 | Orlando Terranova    | Andreas Schulz     | Mini    | X-Raid Cooper Works Rally Team   | 30:42:01 | + 01:52:31 |
| 7   | 316 | Jakub Przygonski     | Tom Colsoul        | Mini    | Orlen Team                       | 33:04:17 | + 04:14:47 |
| 8   | 318 | Romain Dumas         | Alain Guehennec    | Peugeot | RD Limited                       | 33:13:31 | + 04:24:01 |
| 9   | 320 | Conrad Rautenbach    | Robert Howie       | Toyota  | Overdrive Toyota                 | 33:29:43 | + 04:40:13 |
| 10  | 322 | Mohammed Abu-Issa    | Xavier Panseri     | Mini    | X-Raid Team                      | 33:43:00 | + 04:53:30 |

### Camion
| Pos | #   | Plota                | Copilota                               | Camion | Squadra                     | Tempo    | Gap        |
| --- | --- | -------------------- | -------------------------------------- | ------ | --------------------------- | -------- | ---------- |
| 1   | 505 | Eduard Nikolaev      | Evgeny Yakovlev Vladimir Rybakov       | Kamaz  | Kamaz-Master                | 27:58:24 |            |
| 2   | 513 | Dmitry Sotnikov      | Ruslan Akhmadeev Igor Leonov           | Kamaz  | Kamaz-Master                | 28:17:22 | + 00:18:58 |
| 3   | 500 | Gérard de Rooy       | Moisès Torrallardona Darek Rodewald    | Iveco  | Petronas Team de Rooy Iveco | 28:39:43 | + 00:41:19 |
| 4   | 502 | Federico Villagra    | Adrian Yacopini Ricardo Torlaschi      | Iveco  | YPF Team de Rooy Iveco      | 28:58:28 | + 01:00:04 |
| 5   | 501 | Ayrat Mardeev        | Aydar Belyaev Dmitriy Svistunov        | Kamaz  | Kamaz-Master                | 30:25:14 | + 02:26:50 |
| 6   | 522 | Aleksandr Vasilevski | Dzmitry Vikhrenka Anton Zaparoshchanka | MAZ    | MAZ-Sport auto              | 30:33:21 | + 02:34:57 |
| 7   | 503 | Aleš Loprais         | Jiří Stross Jan Tománek                | Tatra  | Tatra Buggyra Racing        | 31:05:20 | + 03:06:56 |
| 8   | 514 | Teruhito Sugarawa    | Hiroyuki Sugiura                       | Hino   | Hino Team Sugarawa          | 31:17:00 | + 03:18:36 |
| 9   | 504 | Hans Stacey          | Jan van der Vaet Hugo Kupper           | MAN    | Eurol/Veka MAN Rally Team   | 31:43:20 | + 03:44:56 |
| 10  | 518 | Martin Macik         | Frantisek Tomasek Michal Mrkva         | LIAZ   | Big Shock Racing            | 31:53:04 | + 03:54:40 |